# Saison 2008-2009 de l'Inter Milan
 (novembre 2009).
Maillots
Chronologie
Saison précédente Saison suivante
La saison 2008-2009 de l'Inter Milan, club de football italien, voit le club remporter le championnat d'Italie de football Serie A 2008-2009.

## Mercato d'été
L'entraîneur Roberto Mancini est limogé, et José Mourinho devient le nouvel entraîneur du club en signant un contrat de 3 ans à 9 millions d’euros net par saison.
7 arrivées (environ 65.15 millions)
- Adriano Leite Ribeiro (fin de prêt, São Paulo FC)
- Philippe Coutinho (3.8 millions, Vasco da Gama)
- Robert Acquafresca (achat de la copropriété de Cagliari, 5 millions)
- Luis Jiménez (6 millions, copropriété avec Ternana)
- Alessandro Mancini (13 millions à 14.5 millions, AS Roma)
- Sulley Ali Muntari (16 millions Portsmouth)
- Ricardo Quaresma (18.6 à 24.6 millions + Vitor Pelé (6 millions), FC Porto)

9 départs (environ 3 millions)
- Marco Andreolli (3 millions, achat de la copropriété par l'AS Roma)
- Robert Acquafresca (prêté à Cagliari)
- Philippe Coutinho (prêté à Vasco da Gama)
- David Suazo (prêté au Benfica Lisbonne)
- Vitor Pelé (échange avec Ricardo Quaresma, FC Porto)
- Maniche (fin de prêt, retour à l'Atletico Madrid)
- Santiago Solari (fin de contrat, San Lorenzo)
- Cesar Aparecido (fin de contrat, destination inconnue)
- Alvaro Recoba (fin de contrat, Paniónios GSS)

## Matches amicaux
| 24 juillet 2008 | Inter Milan  | 1–0 | Al Hilal Riyad | 16h00 - Centre sportif de Riscone, Brunico |
|                 | Burdisso 44e |     |                |                                            |

| 27 juillet 2008 Sud Tirol Cup | Inter Milan                            | 2–0 | AS Bari | 16h00 - Centre sportif de Riscone, Brunico |
|                               | Julio Cruz 27e · Adriano 78e (penalty) |     |         |                                            |

| 29 juillet 2008 Trofeo TIM Match de 45 minutes | Juventus     | 1–0 | Inter Milan | 19h30 - Stadio Olimpico, Turin |
|                                                | Iaquinta 27e |     |             |                                |

| 29 juillet 2008 Trofeo TIM Match de 45 minutes | Inter Milan | 0–0 (4-5 tab) | Milan AC | 20h30 - Stadio Olimpico, Turin |  |
|                                                |             |               |          |                                |  |

| 5 août 2008 Franz Beckenbauer Cup | Bayern Munich | 0–1 | Inter Milan | 18h30 - Allianz Arena, Munich |
|                                   |               |     | Mancini 52e |                               |

| 8 août 2008 LG Amsterdam Tournament | Inter Milan | 0–0 | FC Séville | 17h00 - Amsterdam ArenA, Amsterdam |  |
|                                     |             |     |            |                                    |  |

| 9 août 2008 LG Amsterdam Tournament | Ajax Amsterdam | 0–1 | Inter Milan | 19h15 - Amsterdam ArenA, Amsterdam |
|                                     |                |     | Adriano 5e  |                                    |

| 15 août 2008 Eusebio Cup | Benfica Lisbonne | 0–0 (4-5 tab) | Inter Milan | 18h45 - Estádio da Luz, Lisbonne |  |
|                          |                  |               |             |                                  |  |

### Programme estival
- Le premier rassemblement de l’effectif a eu lieu le 14 juillet 2008 à Appiano Gentile (le célèbre centre d’entraînement intériste), évidemment sans les internationaux qui avaient droit à un peu de vacances après les engagements avec leurs nations.
- Après une semaine d’entraînement intensif, l’Inter est parti à Brunico (commune italienne d'environ 15 000 habitants) où l'équipe est restée une semaine (du 21 au 27 juillet 2008), deux matchs ont été joués : un contre Al Hilal Riyad le 24, et un contre AS Bari le 27.
- Deux jours plus tard, le 29 juillet, l’Inter a participé au Trofeo TIM contre la Juventus et le Milan AC. Le club s'est classé troisième.
- Le club est parti à Munich et a affronté le 5 août 2008 le Bayern Munich.
- Le 8 et le 9 août 2008, l'Inter a participé au LG Amsterdam Tournament. Lors de cette édition 2008, il y avait la participation de l'Ajax Amsterdam, le FC Séville et Arsenal. L'Inter s'est classé deuxième.
- Le 15 août, le club a joué un match amical contre le Benfica Lisbonne.

## Supercoupe d'Italie
| 24 août 2008 | Inter Milan                 | 2–2 (6-5 tab) | AS Rome                    | 18h45 - Stadio San Siro, Milan |  |
|              | Muntari 18e · Balotelli 83e |               | De Rossi 59e · Vucinic 90e |                                |  |

----

## Série A
Le championnat d'Italie 2008-2009 débutera le dimanche 31 août 2008 et se conclura le 31 mai 2009.

### Phase Aller
| 30 août 2008 Journée 1 | Sampdoria              | 1–1 | Inter Milan            | 18h30 - Stade Luigi Ferraris, Gênes |  |
|                        | Gennaro Delvecchio 68e |     | Zlatan Ibrahimović 33e |                                     |  |

----
| 13 septembre 2008 Journée 2 | Inter Milan                                         | 2–1 | Catania               | 18h30 - Stadio San Siro, Milan |  |
|                             | Ricardo Quaresma 44e · Christian Terlizzi 48e (csc) |     | Gianvito Plasmati 42e |                                |  |

----
| 21 septembre 2008 Journée 3 | Torino               | 1–3 | Inter Milan                                                          | 13h00 - Stadio Olimpico, Turin |  |
|                             | Elvis Abbruscato 76e |     | Marco Pisano 24e (csc) · Douglas Maicon 26e · Zlatan Ibrahimović 59e |                                |  |

----
| 24 septembre 2008 Journée 4 | Inter Milan            | 1–0 | Lecce | 18h30 - Stadio San Siro, Milan |
|                             | Julio Ricardo Cruz 79e |     |       |                                |

----
| 28 septembre 2008 Journée 5 | Milan AC       | 1–0 | Inter Milan | 18h30 - Stadio San Siro, Milan |
|                             | Ronaldinho 37e |     |             |                                |

----
| 4 octobre 2008 Journée 6 | Inter Milan                                        | 2–1 | Bologne FC         | 18h30 - Stadio San Siro, Milan |  |
|                          | Zlatan Ibrahimović 25e · Adriano Leite Ribeiro 51e |     | Vangelis Moras 56e |                                |  |

----
| 19 octobre 2008 Journée 7 | AS Rome | 0–4 | Inter Milan                                                         | 18h30 - Stadio Olimpico, Rome |
|                           |         |     | Zlatan Ibrahimović 5e 47e · Dejan Stanković 55e · Victor Obinna 57e |                               |

----
| 26 octobre 2008 Journée 8 | Inter Milan | 0–0 | Genoa | 14h00 - Stadio San Siro, Milan |  |
|                           |             |     |       |                                |  |

----
| 29 octobre 2008 Journée 9 | ACF Fiorentina | 0–0 | Inter Milan | 19h30 - Stadio Artemio Franchi, Florence |  |
|                           |                |     |             |                                          |  |

----
| 1er novembre 2008 Journée 10 | Reggina                                  | 2–3 | Inter Milan                                               | 17h00 - Stadio Oreste Granillo, Reggio de Calabre |  |
|                              | Francesco Cozza 34e · Franco Brienza 53e |     | Douglas Maicon 9e · Patrick Vieira 24e · Iván Córdoba 90e |                                                   |  |

----
| 9 novembre 2008 Journée 11 | Inter Milan    | 1–0 | Udinese | 14h00 - Stadio San Siro, Milan |
|                            | Julio Cruz 90e |     |         |                                |

----
| 15 novembre 2008 Journée 12 | Palermo | 0–2 | Inter Milan                | 19h30 - Stadio Renzo Barbera, Palerme |
|                             |         |     | Zlatan Ibrahimović 49e 62e |                                       |

----
| 22 novembre 2008 Journée 13 | Inter Milan            | 1–0 | Juventus | 19h30 - Stadio San Siro, Milan |
|                             | Sulley Ali Muntari 72e |     |          |                                |

----
| 30 novembre 2008 Journée 14 | Inter Milan                               | 2–1 | SSC Naples           | 14h00 - Stadio San Siro, Milan |  |
|                             | Iván Córdoba 16e · Sulley Ali Muntari 25e |     | Ezequiel Lavezzi 36e |                                |  |

----
| 6 décembre 2008 Journée 15 | Lazio Rome | 0–3 | Inter Milan                                                          | 19h30 - Stadio Olimpico, Rome |
|                            |            |     | Walter Samuel 3e · Modibo Diakité 45e (csc) · Zlatan Ibrahimović 55e |                               |

----
| 14 décembre 2008 Journée 16 | Inter Milan                                                           | 4–2 | Chievo Vérone                                  | 14h00 - Stadio San Siro, Milan |  |
|                             | Sherrer Maxwell 3e · Dejan Stanković 47e · Zlatan Ibrahimović 79e 88e |     | Sergio Pellissier 51e · Simone Bentivoglio 65e |                                |  |

----
| 20 décembre 2008 Journée 17 | AC Sienne           | 1–2 | Inter Milan            | 19h30 - Stadio Artemio Franchi, Sienne |  |
|                             | Houssine Kharja 44e |     | Douglas Maicon 34e 83e |                                        |  |

----
| 10 janvier 2009 Journée 18 | Inter Milan            | 1–1 | Cagliari               | 19h30 - Stadio San Siro, Milan |  |
|                            | Zlatan Ibrahimović 76e |     | Robert Acquafresca 65e |                                |  |

----
| 18 janvier 2009 Journée 19 | Atalanta                                     | 3–1 | Inter Milan            | 14h00 - Atleti Azzurri d'Italia, Bergame |  |
|                            | Sergio Floccari 18e · Cristiano Doni 28e 33e |     | Zlatan Ibrahimović 90e |                                          |  |

### Phase Retour
| 25 janvier 2009 Journée 20 | Inter Milan               | 1–0 | Sampdoria | 19h30 - Stadio San Siro, Milan |
|                            | Adriano Leite Ribeiro 45e |     |           |                                |

----
| 28 janvier 2009 Journée 21 | Catania | 0–2 | Inter Milan                                 | 19h30 - Stadio Angelo Massimino, Catane |
|                            |         |     | Dejan Stanković 5e · Zlatan Ibrahimović 71e |                                         |

----
| 1er février 2009 Journée 22 | Inter Milan          | 1–1 | Torino              | 14h15 - Stadio San Siro, Milan |  |
|                             | Nicolas Burdisso 58e |     | Rolando Bianchi 47e |                                |  |

----
| 7 février 2009 Journée 23 | Lecce | 0–3 | Inter Milan                                                  | 17h00 - Stadio Via Del Mare, Lecce |
|                           |       |     | Zlatan Ibrahimović 13e · Luís Figo 71e · Dejan Stanković 82e |                                    |

----
| 15 février 2009 Journée 24 | Inter Milan                                     | 2–1 | Milan AC           | 19h30 - Stadio San Siro, Milan |  |
|                            | Adriano Leite Ribeiro 29e · Dejan Stanković 43e |     | Alexandre Pato 71e |                                |  |

----
| 21 février 2009 Journée 25 | Bologne FC        | 1–2 | Inter Milan                                 | ??? - Stade Renato-Dall'Ara, Bologne |  |
|                            | Miguel Britos 80e |     | Esteban Cambiasso 58e · Mario Balotelli 83e |                                      |  |

----
| 1 mars 2009 Journée 26 | Inter Milan                                 | 3–3 | AS Roma                                                        | ??? - Stadio San Siro, Milan |  |
|                        | Mario Balotelli 51e 64e · Hernán Crespo 79e |     | Daniele De Rossi 23e · John Arne Riise 29e · Matteo Brighi 57e |                              |  |

----
| 7 mars 2009 Journée 27 | Genoa | 0–2 | Inter Milan                                 | ??? - Stade Luigi-Ferraris, Gènes |
|                        |       |     | Zlatan Ibrahimovic 2e · Mario Balotelli 65e |                                   |

----
| 15 mars 2009 Journée 28 | Inter Milan                | 2–0 | ACF Fiorentina | ??? - Stadio San Siro, Milan |
|                         | Zlatan Ibrahimovic 10e 95e |     |                |                              |

----
| 22 mars 2009 Journée 29 | Inter Milan                                       | 3–0 | Reggina | ??? - Stadio San Siro, Milan |
|                         | Esteban Cambiasso 6e · Zlatan Ibrahimovic 10e 61e |     |         |                              |

----
| 5 avril 2009 Journée 30 | Udinese | 0–1 | Inter Milan             | ??? - Stadio Friuli, Udine |
|                         |         |     | Mauricio Isla 79e (csc) |                            |

----
| 11 avril 2009 Journée 31 | Inter Milan                                  | 2–2 | Palermo                               | ??? - Stadio San Siro, Milan |  |
|                          | Mario Balotelli 15e · Zlatan Ibrahimovic 38e |     | Edinson Cavani 76e · Davide Succi 79e |                              |  |

----
| 18 avril 2009 Journée 32 | Juventus            | 1–1 | Inter Milan        | ??? - Allianz Stadium, Turin |  |
|                          | Mario Balotelli 65e |     | Zdeněk Grygera 92e |                              |  |

----
| 26 avril 2009 Journée 33 | SSC Naples           | 1–0 | Inter Milan | ??? - Stade Diego Armando Maradona, Naples |
|                          | Marcelo Zalayeta 74e |     |             |                                            |

----
| 2 mai 2009 Journée 34 | Inter Milan                                 | 2–0 | SS Lazio | ??? - Stadio San Siro, Milan |
|                       | Zlatan Ibrahimovic 59e · Sulley Muntari 71e |     |          |                              |

----
| 10 mai 2009 Journée 35 | Chievo Verona                          | 2–2 | Inter Milan                         | ??? - Stade Marcantonio-Bentegodi, Vérone |  |
|                        | Hernán Crespo 3e · Mario Balotelli 65e |     | Michele Marcolini 27e · Luciano 73e |                                           |  |

----
| 17 mai 2009 Journée 36 | Inter Milan                                                          | 3–0 | AC Sienne | ??? - Stadio San Siro, Milan |
|                        | Esteban Cambiasso 44e · Mario Balotelli 54e · Zlatan Ibrahimovic 77e |     |           |                              |

----
| 24 mai 2009 Journée 37 | Cagliari                                  | 2–1 | Inter Milan           | ??? - Unipol Domus, Cagliari |  |
|                        | Andrea Cossu 34e · Robert Acquafresca 71e |     | Zlatan Ibrahimovic 8e |                              |  |

----
| 31 mai 2009 Journée 38 | Inter Milan                                                            | 4–3 | Atalanta                                   | ??? - Stadio San Siro, Milan |  |
|                        | Sulley Muntari 6e · Zlatan Ibrahimovic 12e 82e · Esteban Cambiasso 81e |     | Cristiano Doni 10e 54e · Luca Cigarini 25e |                              |  |

----

### Classement des meilleurs buteurs
| Place | Joueur                            | Buts |
| ----- | --------------------------------- | ---- |
| 1     | Zlatan Ibrahimović                | 25   |
| 2     | Mario Balotelli                   | 8    |
| 3     | Dejan Stanković                   | 5    |
| 4     | Esteban Cambiasso                 | 4    |
| -     | Sulley Ali Muntari                | 4    |
| -     | Maicon                            | 4    |
| 5     | Adriano Leite Ribeiro             | 3    |
| 6     | Hernan Jorge Crespo               | 2    |
| -     | Ivan Ramiro Cordoba               | 2    |
| -     | Julio Ricardo Cruz                | 2    |
| 7     | Patrick Vieira                    | 1    |
| -     | Victor Nsofor Obinna              | 1    |
| -     | Walter Samuel                     | 1    |
| -     | Sherrer Maxwell                   | 1    |
| -     | Nicolas Burdisso                  | 1    |
| -     | Luís Figo                         | 1    |
| -     | Ricardo Andrade Quaresma Bernardo | 1    |

## Coupe d'Italie
La Coupe d'Italie a débuté avec 78 équipes inscrites (20 de Série A, 22 de Série B, 18 de Série C1, 9 de Série C2 et 9 de la série D), les matches se disputent du 9 août 2008 au 13 mai 2009 : avec des matches à éliminations directes jusqu’aux quarts de finale, les demi-finales se disputeront en match aller-retour. La finale sera conservée quant à elle, en une seule et unique rencontre, il est pratiquement sur qu’elle se disputera à nouveau à Rome.

### Classement des meilleurs buteurs
| Place | Joueur                | Buts |
| ----- | --------------------- | ---- |
| 1     | Adriano Leite Ribeiro | 2    |
| -     | Zlatan Ibrahimović    | 2    |
| 3     | Esteban Cambiasso     | 1    |

### Huitième de finale
| 13 janvier 2009 Match à élimination directe | Inter Milan                                                                  | 3–1 | Genoa           | 20h00 - Stadio San Siro, Milan |  |
|                                             | Adriano Leite Ribeiro 75e · Esteban Cambiasso 101e · Zlatan Ibrahimović 104e |     | Marco Rossi 79e |                                |  |

----

### Quart de finale
| 21 janvier 2009 Match à élimination directe | Inter Milan                                        | 2–1 | AS Rome            | 19h45 - Stadio San Siro, Milan |  |
|                                             | Adriano Leite Ribeiro 10e · Zlatan Ibrahimović 62e |     | Rodrigo Taddei 61e |                                |  |

----

### Demi-finale
| 4 mars 2009 Retour | Sampdoria                                      | 3–0 | Inter Milan | ??h?? - Stade Luigi Ferraris, Gênes |
|                    | Antonio Cassano 9e · Giampaolo Pazzini 29e 41e |     |             |                                     |

----
| 22 avril 2009 Aller | Inter Milan        | 1–0 | Sampdoria | 19h45 - Stadio San Siro, Milan |
|                     | Zlatan Ibrahimović |     |           |                                |

----

## Ligue des Champions

### Phase de poule
| Date              | Tour                        | Adversaire            | Lieu | Score | Buteurs                                                  |
| ----------------- | --------------------------- | --------------------- | ---- | ----- | -------------------------------------------------------- |
| 16 septembre 2008 | Phase de poule, 1re journée | Panathinaïkos         | Ext. | 0 - 2 | 27e Mancini, 85e Adriano                                 |
| 1er octobre 2008  | Phase de poule, 2e journée  | Werder Brême          | Dom. | 1 - 1 | 13e Maicon                                               |
| 22 octobre 2008   | Phase de poule, 3e journée  | Anorthosis Famagouste | Dom. | 1 - 0 | 44e Adriano                                              |
| 4 novembre 2008   | Phase de poule, 4e journée  | Anorthosis Famagouste | Ext. | 3 - 3 | 13e Mario Balotelli, 44e Marco Materazzi, 81e Julio Cruz |
| 26 novembre 2008  | Phase de poule, 5e journée  | Panathinaïkos         | Dom. | 0 - 1 |                                                          |
| 9 décembre 2008   | Phase de poule, 6e journée  | Werder Brême          | Ext. | 2 - 1 | 88e Zlatan Ibrahimović                                   |

| Rang | Équipe                | Pts | J | G | N | P | Bp | Bc | Diff |  | Résultats (▼ dom., ► ext.) |     |     |     |     |
| ---- | --------------------- | --- | - | - | - | - | -- | -- | ---- |  | -------------------------- | --- | --- | --- | --- |
| 1    | Panathinaïkos         | 10  | 6 | 3 | 1 | 2 | 8  | 7  | +1   |  | Panathinaïkos              |     | 0-2 | 2-2 | 1-0 |
| 2    | Inter Milan           | 8   | 6 | 2 | 2 | 2 | 8  | 7  | +1   |  | Inter Milan                | 0-1 |     | 1-1 | 1-0 |
| 3    | Werder Brême          | 7   | 6 | 1 | 4 | 1 | 7  | 9  | -2   |  | Werder Brême               | 0-3 | 2-1 |     | 0-0 |
| 4    | Anorthosis Famagouste | 6   | 6 | 1 | 3 | 2 | 8  | 8  | 0    |  | Anorthosis Famagouste      | 3-1 | 3-3 | 2-2 |     |

| 8e de finale aller 24 février 2009 19:45 GMT | Inter Milan | 0 – 0 | Manchester United | Stadio San Siro, Milan                                 |
|                                              |             |       |                   | Spectateurs : 84 000 Arbitrage : Luis Medina Cantalejo |

| 8e de finale retour 11 mars 2009 19:45 GMT | Manchester United      | 2 – 0 | Inter Milan | Old Trafford, Manchester   |                            |
|                                            | Vidić 4e · Ronaldo 49e |       |             | Arbitrage : Wolfgang Stark | Arbitrage : Wolfgang Stark |

### Classement des meilleurs buteurs
| Place | Joueur                | Buts |
| ----- | --------------------- | ---- |
| 1     | Adriano Leite Ribeiro | 2    |
| 2     | Alessandro Mancini    | 1    |
| -     | Douglas Maicon        | 1    |
| -     | Mario Balotelli       | 1    |
| -     | Marco Materazzi       | 1    |
| -     | Julio Cruz            | 1    |
| -     | Zlatan Ibrahimović    | 1    |